# Omocerus similis
Omocerus similis es una especie de insecto coleóptero de la familia Chrysomelidae.
Fue descrita científicamente en 2000 por Borowiec.